# Walter Maria Kersting
Walter Maria Kersting, oft Walter M. Kersting (* 8. Juli 1892 in Münster; † 5. Mai 1970 in Waging am See) war ein deutscher Architekt, Industriedesigner und Professor für künstlerische und technische Formgebung in Köln.

## Leben und Werk
Der Sohn eines Architekten studierte von 1911 bis 1915 Maschinenbau an der TH Hannover und wurde 1917 Mitglied im Deutschen Werkbund. 1924 eröffnete Kersting sein freiberufliches Atelier in Hannover. 1920 gründete er den Bund Deutsche Gebrauchsgrafiker und
wurde von Richard Riemerschmid (dem Professor und Direktor der Kölner Werkschulen) nach Köln an sein Institut berufen.

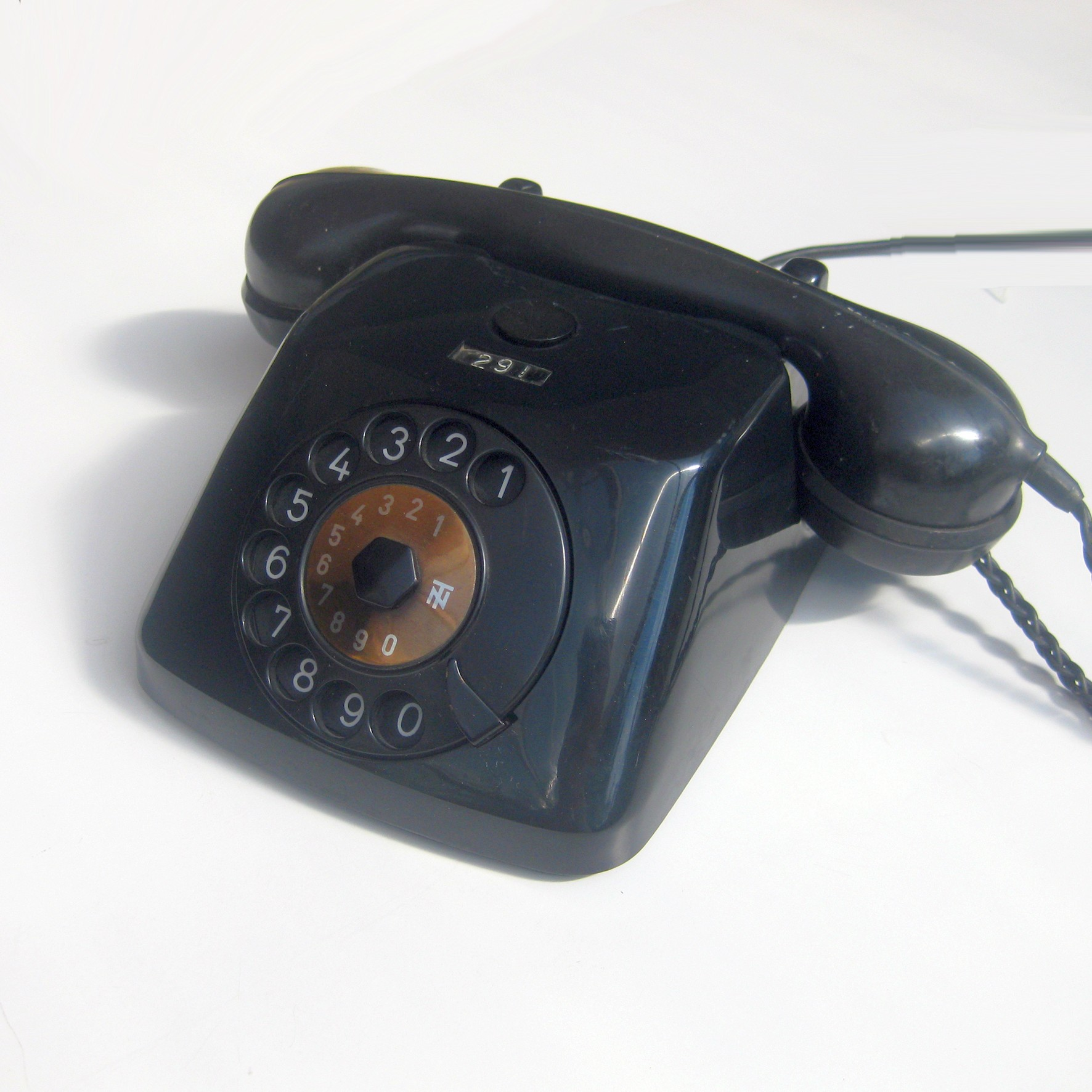
Der Fernsprecher Modell „E“ entworfen für das Unternehmen Telefonbau und Normalzeit

Er war dort von 1927 bis 1932 Professor für künstlerische und technische Formgebung. Kersting veröffentlichte im Jahr 1928 das Bilderbuch für Kaufleute, eine Werbe-Fibel, die zahlreiche von ihm und seiner Frau gestaltete Kataloge, Plakate und Verpackungen in schlichtem, sachlichem Stil vorstellte. Kersting hat mit seinen Studenten den Prototyp des Bakelit-Gehäuses des Volksempfängers VE 301 entworfen, der bei der Berliner Funkausstellung 1933 vorgestellt und später aufgrund der markanten Form und der hohen Stückzahlen zum bekanntesten Designgegenstand der NS-Zeit wurde.
1933 wurden die Werkschulen umstrukturiert und Kersting wechselte nach Düsseldorf als Grafikprofessor an die Kunstakademie. 1942 vorzeitig von den Nazis pensioniert, gründete Kersting nach dem Zweiten Weltkrieg zusammen mit seinen Söhnen Gerwald und Arno die Kersting-Modellbauwerkstätten in Waging (Oberbayern). Hieraus ging unter anderem das von seinem Sohn Arno Kersting für das Unternehmen „Telefonbau und Normalzeit“ entworfene Telefon für die Europa Serie E mit dem ersten aus einem Thermoplast gefertigten Telefongehäuse hervor. Im Jahr 1964 wurden Beispiele seiner Arbeiten auf der documenta III in Kassel in der Abteilung Industrial Design gezeigt.
Auf der Exportmesse 1948 stellte Kersting den wohl ersten Entwurf einer Modellbahn im Maßstab 1:180 vor, der allerdings nie in Serie ging. Neben seinen Leistungen im Industriedesign gilt Kersting daher auch als Pionier der später beliebt gewordenen Modellbahn Spur N im Maßstab 1:160.